# 増淵龍夫
増淵 龍夫（ますぶち たつお、1916年3月3日 - 1983年5月12日）は、日本の経済学者・東洋史学者。専門は東洋経済史。一橋大学名誉教授。

## 経歴
1916年、栃木県那須郡生まれ。旧制栃木県立烏山中学校（現栃木県立烏山高等学校）を経て、1940年旧制東京商科大学（現一橋大学）本科を卒業。大学では上原専禄や三浦新七に師事し西洋経済史を研究したが、後に東洋経済史に転向。教育召集により歩兵1712連隊、次いで歩兵第66連隊に入隊。終戦時には二等兵として召集解除。
戦後は、1945年より東京産業大学東亜経済研究所参事。1947年に東京商科大学副手となり、1948年より同大経済研究所研究員、1949年より同大経済研究所助教授。1950年に一橋大学経済学部助教授、1957年に教授昇格。1960年一橋大学社会学部教授。1962年に一橋大学経済学博士号を取得。1970年一橋大学社会学部長、1975年一橋大学附属図書館長。1979年一橋大学を定年退官し、名誉教授となる。退任後は1980年より安藤良雄、増田四郎らの支持で、成城大学経済学部教授を務めた。1981年から成城大学大学院経済学研究科長、成城大学図書館建設委員会委員、大学院規則等検討委員会委員長等も務めたが、1983年に死去。
1957年から1979年まで社会経済史学会理事。また東京大学文学部、慶應義塾大学経済学部、東北大学文学部、岡山大学法文学部等でも講師を務めたほか、日本図書館協会大学図書館部会長等も務めた。

## 研究内容・業績
- 日本における歴史研究に社会史の手法を取り入れた最初期の人物の一人である。
- 『史記』と『漢書』などを分析し、古代中国人行為規範に任侠精神を見出し、前漢の遊侠の持つ任侠精神は、全ての人間関係に敷衍されており、皇帝と官僚の関係も任侠精神に基づくとした。
- また川勝義雄による貴族の淵源を後漢末、党錮の禁の際の清流勢力に求める論考を批判した。

## 門下
非常に謹厳な性格で、後進を育成するつもりはなかったものの、同僚の村松祐次教授が留学することとなったため、代わりに中国経済史の中川学（一橋大学名誉教授）を指導し育てた。指導学生には他に三谷孝（一橋大学名誉教授）石原享一（神戸大学名誉教授）、（北海道教育大学教授 夏井春喜）、（駿河台大学教授 井上久士）、伊東昭雄（横浜市立大学名誉教授）など。